# V (SAB)
V är ett signum i SAB.

## VMedicin
- Va Medicinsk genetik, mikrobiologi, immunologi och andra icke kliniska discipliner
  - Vaa Medicinsk genetik
  - Vab Medicinsk mikrobiologi
    - Vaba Medicinsk bakteriologi
    - Vabb Medicinsk virologi

  - Vac Medicinsk parasitologi
  - Vad Immunologi
  - Vae Toxikologi
  - Vaf Experimentell patologi
- Vb Anatomi
  - Vbb Histologi, embryologi, teratologi
    - Vbba Histologi
    - Vbbb Embryologi
    - Vbbc Teratologi
- Vc Medicinsk fysiologi, biofysik och kemi
  - Vca Medicinsk fysiologi
  - Vcb Medicinsk biofysik och biokemi
  - Vcc Näringslära
- Vd Farmakologi
  - Vdd Farmaci och farmakognosi
  - Vde Farmakodynamik och farmakokinetik
  - Vdf Medicinalväxter
  - Vdp Apoteksväsen
- Ve Allmänmedicin
  - Vea Diagnostiska metoder
    - Veac Klinisk patologi
    - Veag Klinisk cytologi
    - Veah Diagnostisk radiologi
    - Veal Ultraljudsdiagnostik

  - Veb Särskilda sjukdomar
    - Veba Infektionssjukdomar
    - Vebb Bristsjukdomar
    - Vebe Metabola sjukdomar
    - Vebg Förgiftningssjukdomar
    - Vebl Psykosomatiska sjukdomar
    - Vebr Immunologiska sjukdomar

  - Ved Hematologi
  - Vef Neurologi
  - Veh Kardiologi och angiologi
  - Vei Pneumologi
  - Vej Gastroenterologi
  - Vek Nefrologi och urologi
  - Vem Dermatologi
  - Ven Myologi och osteologi
  - Veo Endokrinologi
  - Vep Onkologi
    - Vepa Radioterapi
    - Vepb Kemoterapi
- Vf Kirurgi och anestesi
  - Vfd Anestesi
  - Vfe Plastikkirurgi och rekonstruktiv kirurgi
  - Vff Transplantation
  - Vfg Traumatologi
  - Vfh Barnkirurgi
  - Vfn Kirurgi: särskilda organ och kroppsdelar
    - Vfnf Neurokirurgi
    - Vfnh Hjärt- och kärlkirurgi
    - Vfni Thoraxkirurgi
    - Vfnj Kirurgisk gastroenterologi
    - Vfnk Kirurgisk urologi
    - Vfno Kirurgisk endokrinologi

  - Vfo Ortopedi
- Vg Gynekologi och andrologi
  - Vga Gynekologi och obstetrik
    - Vgaa Gynekologi
      - Vgaab Bröst

    - Vgab Obstetrik
      - Vgaba Graviditet

  - Vgb Andrologi
- Vh Pediatrik
  - Vha Neonatalmedicin
  - Vhb Barnets fysiska utveckling
  - Vhc Amning
- Vi Oftalmologi (ögat)
  - Vib Ögats anatomi
  - Vic Ögats fysiologi
  - Vie Ögonsjukdomar
  - Vif Ögonkirurgi
- Vj Otorinolaryngologi
  - Vjb Otologi (örat)
    - Vjbb Örats anatomi
    - Vjbc Örats fysiologi
    - Vjbe Öronsjukdomar
    - Vjbf Öronkirurgi

  - Vji Rinologi (näsan)
  - Vjj Laryngologi (halsen)
- Vk Odontologi
  - Vka Förebyggande tandvård
  - Vkb Odontologisk röntgendiagnostik
  - Vkc Tandsjukdomar
    - Vkca Karies
    - Vkcb Tandlossning

  - Vkd Ortodonti (tandreglering)
  - Vke Oral protetik (tandproteser)
  - Vkf Oral kirurgi och anestesi
  - Vkh Barntandvård
  - Vko Rättsodontologi
  - Vkp Tandvårdsorganisation
- Vl Psykiatri
  - Vla Psykiska sjukdomar
    - Vlaa Psykoser
    - Vlab Neuroser
    - Vlad Psykisk utvecklingsstörning

  - Vlb Psykiatriska behandlingsmetoder
    - Vlba Medicinska behandlingsmetoder
    - Vlbb Hypnos
    - Vlbd Psykoterapi

  - Vle Barn- och ungdomspsykiatri
  - Vlf Geriatrisk psykiatri
  - Vln Drogberoende och drogmissbruk
    - Vlna Alkoholism
    - Vlnb Narkomani

  - Vlo Rättspsykiatri
- Vm Terapimetoder
  - Vma Fysioterapi och sjukgymnastik
  - Vmb Dietik
    - Vmbb Bantning och fasta

  - Vmd Radioterapi
  - Vme Serumterapi
  - Vmf Läkemedelsadministration
  - Vmj Arbetsterapi
  - Vml Alternativa terapiformer
- Vn Samhällsmedicin, hygien och sexologi
  - Vna Samhällsmedicin och socialmedicin
    - Vnaa Folkhälsa
    - Vnab Rehabilitering
      - Vnaba Habilitering

    - Vnac Epidemiologi
    - Vnam Misshandel och vanvård
      - Vnama Barnmisshandel
      - Vnamb Kvinnomisshandel

  - Vnb Hygien
    - Vnbb Miljömedicin
    - Vnbc Sjukhushygien
    - Vnbf Yrkesmedicin
      - Vnbfa Ergonomi
      - Vnbfb Företagshälsovård

  - Vnd Sexologi
    - Vnda Kvinnan och sexuallivet
    - Vndb Mannen och sexuallivet
    - Vndh Homo-, bi- och transsexualitet
    - Vndi Handikappade och sexuallivet
    - Vndm Befolkningskontroll
      - Vndma Abort

    - Vndp Prostitution, otukt, incest, våldtäkt m.m.
- Vo Rättsmedicin
- Vp Hälso- och sjukvård
  - Vpa Sjukvårdsekonomi
  - Vpb Sjukvårdsadministration och organisation
  - Vpd Sjukvårdspersonal
  - Vpe Sjukvårdslokaler och utrustning
  - Vpf Sjukvårdsarbete
  - Vpg Omvårdnad
  - Vph Primärvård
    - Vpha Mödra- och barnhälsovård
    - Vphb Hemsjukvård
    - Vphc Egenvård

  - Vpj Akutvård
  - Vpk Intensivvård
  - Vpl Långvård
  - Vpm Palliativ vård
- Vs Geriatrik
- Vt Flyg-, naval- och rymdmedicin
- Vu Idrottsmedicin
- Vx Militärmedicin